# BR-386
A BR-386 é uma rodovia federal brasileira que liga Canoas (na região metropolitana de Porto Alegre, capital do estado do Rio Grande do Sul) com o município de Iraí (a extremo noroeste do estado, na divisa com Santa Catarina).
Em 19 de dezembro de 2007, através da Lei Nº 11.620, esta rodovia, que até então era chamada de "Tabaí-Canoas", "Rodovia da Produção", ou ainda de "Rodovia Presidente Kennedy", foi redenominada para “rodovia Governador Leonel de Moura Brizola". 

## Duplicação

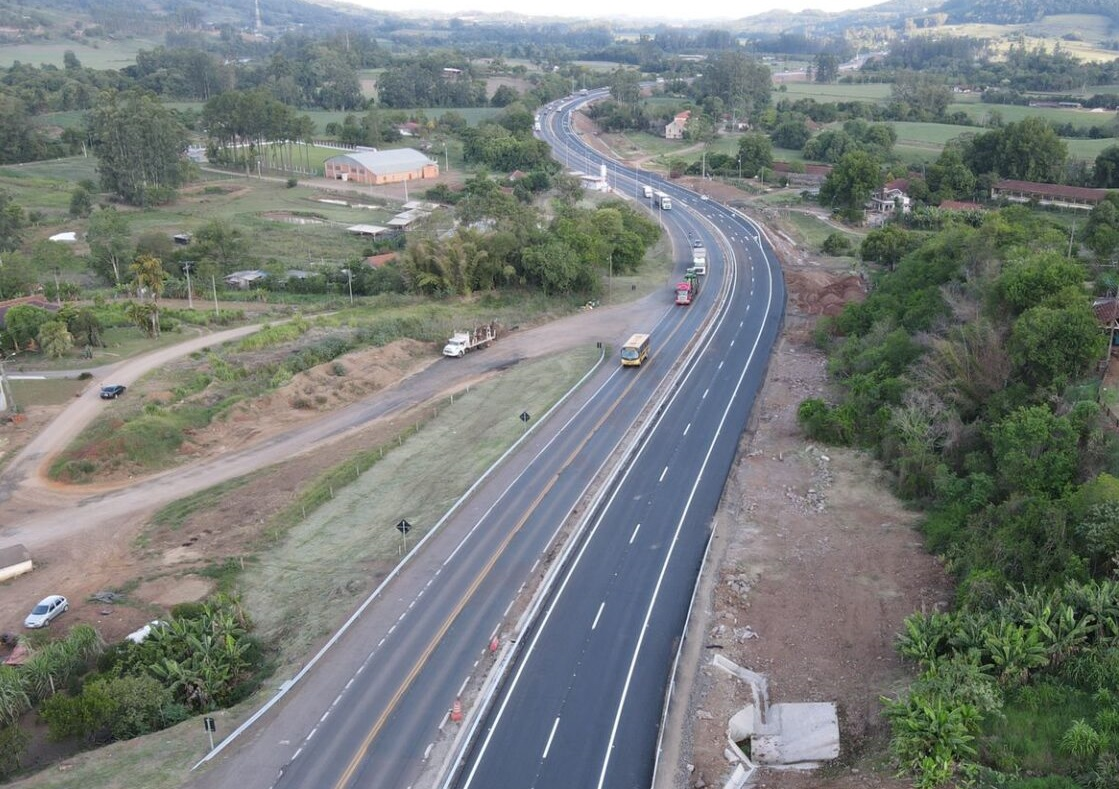
BR-386 sendo duplicada em Marques de Souza.

O trecho entre Canoas e Tabaí, de 66 km, foi duplicado antes de 2010.. A duplicação de 34 km entre Tabaí e Estrela começou em 2010 e só terminou em 2018, devido à crise financeira do Brasil e à entraves realizados pela FUNAI e comunidades indígenas.O trecho entre Estrela e Lajeado, de 7 km, também foi duplicado antes de 2010.
Em 2019, a rodovia foi concedida por 30 anos para a CCR Viasul. Com isso, a rodovia será duplicada no trecho de 176 km entre Lajeado e Carazinho. As obras tem previsão de começarem em 2021 e terminarem em 2036. As obras de duplicação seguirão a seguinte ordem: de Lajeado a Marques de Souza (22 km): entre 2021 e 2023; de Estrela a Lajeado (ajustes): entre 2022 e 2023; de Fontoura Xavier a Soledade (22 km): entre 2023 e 2024; de Soledade a Tio Hugo (33 km): entre 2024 e 2025; de Marques de Souza a Fontoura Xavier (55 km): entre 2026 e 2028; de Tio Hugo a Carazinho (40 km): entre 2029 e 2030; de Tabaí a Canoas (readequação) : entre 2034 e 2036. 

## Concessão
A rodovia teve trechos repassados do governo federal ao governo estadual na década de 90, sendo então concedida a grupos privados para manutenção e conservação da via e faixa de domínio. Desde abril de 2013, o contrato de concessão foi as poucos sendo extinto, sendo que a último contrato de concessão expirou em dezembro de 2013, não sendo mais renovado pelo governo estadual. As rodovias então, passaram novamente para o governo federal, sendo responsabilidade do DNIT sua conservação. As concessionárias que atuavam na rodovia eram a SULVIAS (Pólo Lajeado) e a COVIPLAN (Pólo Carazinho).

## Trechos
| Ponto de referência                                  | Extensão do trecho | Extensão acumulada | Situação    |
| ---------------------------------------------------- | ------------------ | ------------------ | ----------- |
| Divisa RS/SC                                         | ---                | 0 km               | ---         |
| Fim do trecho coincidente com a BR-158               | 74,3 km            | 74,3 km            | Pavimentado |
| Entroncamento RS-404 (Sarandi)                       | 60,3 km            | 134,6 km           | Pavimentado |
| Entroncamento BR-285/BR-377 (B)                      | 45,1 km            | 179,7 km           | Pavimentado |
| Início do trecho coincidente com a BR-153 (Tio Hugo) | 34,7 km            | 214,4 km           | Pavimentado |
| Fim do trecho coincidente com a BR-153               | 30,4 km            | 244,8 km           | Pavimentado |
| Entroncamento RS-130                                 | 100,0 km           | 344,8 km           | Pavimentado |
| Entroncamento BR-453                                 | 5,8 km             | 350,6 km           | Duplicado   |
| Início do trecho coincidente com a BR-287            | 34,8 km            | 385,4 km           | Duplicado   |
| Interrupção da pista dupla                           | 5,6 km             | 391,0 km           | Duplicado   |
| Fim do trecho coincidente com a BR-287               | 0,7 km             | 391,7 km           | Pavimentado |
| Entroncamento ERS-124                                | 28,2 km            | 419,9 km           | Duplicado   |
| Entroncamento BR-448                                 | 20,2 km            | 440,1 km           | Duplicado   |
| Entroncamento BR-116                                 | 6,0 km             | 446,1 km           | Duplicado   |

Extensão pavimentada: 446,1 km (100,00%)
Extensão duplicada: 100,6 km (22,55%)

## Percurso
- Canoas
- Nova Santa Rita
- Montenegro
- Triunfo
- Tabaí
- Paverama
- Taquari
- Fazenda Vilanova
- Estrela
- Lajeado
- Marques de Souza
- Pouso Novo
- São José do Herval
- Fontoura Xavier
- Soledade
- Tio Hugo
- Carazinho
- Sarandi
- Boa Vista das Missões
- Seberi
- Frederico Westphalen
- Iraí

## Pontes
| Obra                        | Localização                                               | Extensão | Material        |
| --------------------------- | --------------------------------------------------------- | -------- | --------------- |
| Ponte sobre o Rio do Mel    | Km 3, em Iraí                                             | 100,00 m | Concreto armado |
| Ponte sobre o Rio da Várzea | Km 12,1, entre Iraí e Frederico Westphalen                | 293,00 m | Concreto armado |
| Ponte sobre o Rio da Várzea | Km 109, entre São José das Missões e Sarandi              | 180,00 m | Concreto armado |
| Ponte sobre o Rio Turvo     | Km 147, entre Sarandi e Almirante Tamandaré do Sul        | 50,00 m  | Concreto armado |
| Ponte sobre o Rio da Várzea | Km 170, em Carazinho                                      | 50,00 m  | Concreto armado |
| Ponte sobre o Rio Glória    | Km 183, entre Carazinho e Santo Antônio do Planalto       | 50,00 m  | Concreto armado |
| Ponte sobre o Arroio Herval | Km 197,5, entre Santo Antônio do Planalto e Victor Graeff | 36,50 m  | Concreto armado |
| Ponte sobre o Rio Jacuí     | Km 216, em Tio Hugo                                       | 70,00 m  | Concreto armado |
| Ponte sobre o Rio Porongas  | Km 222, entre Tio Hugo e Soledade                         | 56,00 m  | Concreto armado |
| Ponte sobre o Rio Espraiado | Km 234, em Soledade                                       | 55,00 m  | Concreto armado |
| Ponte sobre o Arroio Tatim  | Km 252, em Soledade                                       | 25,00 m  | Concreto armado |